# うみねこのなく頃に散 episode7 - Requiem of the golden witch
『うみねこのなく頃に散 episode7 - Requiem of the golden witch』（黄金の魔女の葬送曲）は、同人サークルである07th Expansionが製作している同人ゲーム『うみねこのなく頃に』の、シリーズ第7作である。『うみねこのなく頃に散』としては3作目。2010年8月14日のコミックマーケット78において販売された。タイトルは『うみねこのなく頃に散』と、「な」を赤文字で表記する。

## 概要
六軒島殺人事件に至るまでの右代宮家の歴史に迫るエピソード。これまで主人公であった戦人とライバルであるベアトリーチェはほとんど登場せず、新キャラクターであるウィルと理御が探偵役となり、右代宮一族と六軒島の過去の出来事を暴くという話になっている。
本話におけるキーワードは「動機」（ホワイ・ダニット）であり、六軒島殺人事件の関係者たちの心情についての推理が読者への挑戦として提出される。その一方で、これまでのエピソードにおける犯人やトリックについては核心的な情報がいくつも提出される。

## ストーリー
ゲームマスターとしてベアトリーチェのゲーム盤の全てを解き明かした右代宮戦人。この結果、ベアトリーチェは棺の中で眠りにつくことになった。戦人は自らが書きとめた一冊の物語をベアトリーチェの棺に納めた後、自らが知った真実について何も語ることなく、何処へかと去っていった。こうして、戦人のために用意されていた長いゲームは役割を終えた。
一方、観劇の魔女であるフェザリーヌは「推理の答え合わせ」を望み、ベアトリーチェ伝説のハラワタを引きずり出すことをベルンカステルに要求する。それに応じたベルンカステルが用意したゲーム盤は、ベアトリーチェが六軒島に復活しなかった世界。そこでは、金蔵の意向によってベアトリーチェの葬儀が執り行われていた。その葬儀の会場に訪れた一人の男、ウィラード・H・ライト。天界大法院の異端審問官にして今話における謎解き役である。彼のパートナーを務めるのは257万8917分の1の確率でのみ誕生できる右代宮家次期当主、右代宮理御。ゲームの主役たちが立ち去ったゲーム盤を舞台に、物語の外側からやってきた奇妙なコンビがベアトリーチェ伝説が誕生した経緯を暴くべく調査を開始する。

## 事件の謎解き
本話はウィラードと理御が右代宮家関係者に聞き込みを行い、彼らの過去の物語が回想として語られる、ということの繰り返しで構成されている。
本話で追求される事件の謎には以下のようなものがある。
- 金蔵の若い頃のベアトリーチェとの出会いの真相
- 19年前に死亡したとされる夏妃の養子の素性
- 19年前に楼座と出合った九羽鳥庵のベアトリーチェの素性
- 六軒島の怪談としてのベアトリーチェ伝説が生まれた真相
- 碑文の謎解き
- Episode1-4までの殺人に関する各種トリックの謎解き
- 六軒島大量殺人事件の真相

これらについてきわめて解答的な内容が語られるが、全てにおいて多様な解釈が十分可能な記述が意図的にされており、全ての読者に同一の真相が無条件で与えられるような形にはなっていない。

## TIPS
ベアトリーチェ殺人事件
本話の主人公役であるウィラードが挑む事件。ベルンカステルが作り出した本話の世界では、金蔵によってベアトリーチェの葬儀が行われている。ベルンカステルによると、この世界ではベアトリーチェは何者かに殺されたがゆえに復活できていないという。ベアトリーチェを殺した犯人を探ることがウィラードの目的となる。
ホワイ・ダニット
ウィラードが、ミステリーにおいてないがしろにしてはいけないと考えている要素。犯人の「動機」のこと。本話ではウィラードの言葉を通じて、多くの本格ミステリーが「動機の推理」という楽しみ方を切り捨てていることに関する警鐘が数多く語られている。
ヴァンダイン二十則
Episode5-6に登場したノックス十戒と同じく「ミステリーのルール」を赤字で強制する能力。ウィラードが使用する。本話では以下の3つしか登場していないが、その内容は現実のヴァン・ダインの二十則と酷似している。
- 手掛り全ての揃わぬ事件を禁ず（第1則）
- 死体なき事件であることを禁ず（第7則）
- 使用人が犯人であることを禁ず（第11則）

観劇者権限
ベルンカステルがウィラードに与えた能力で、「観覧席への招待状」とも呼ばれる。それが具体的にどのような力なのかをウィラードは理解しているが、プレイヤーに対しては明確には語られない。
作中では、ウィラードが誰かに触れたときに観劇者の力が働くように描かれている。観劇者の力が働くと、メタ世界にその人物が現れて自分の過去に関する物語を語りだす（ただし、その内容が過去に実際にあった出来事なのかどうかの保障もない）。

## 漫画
スクウェア・エニックス刊『月刊少年ガンガン』2011年5月号から2015年4月号まで連載。一部、原作で明かされなかった明確な解答が追記されたシーンがある。
作画：水野英多
1. ISBN 978-4-75-753454-4 2011年12月22日 初版発行
2. ISBN 978-4-75-753702-6 2012年8月22日 初版発行
3. ISBN 978-4-75-753829-0 2012年12月22日 初版発行
4. ISBN 978-4-75-754044-6 2013年8月22日 初版発行
5. ISBN 978-4-75-754175-7 2013年12月21日 初版発行
6. ISBN 978-4-75-754274-7 2014年4月22日 初版発行
7. ISBN 978-4-75-754388-1 2014年8月22日 初版発行
8. ISBN 978-4-75-754496-3 2014年12月22日 初版発行
9. ISBN 978-4-7575-4608-0 2015年4月22日 初版発行

## 小説
著：竜騎士07 イラスト：ともひ 考証協力：KEIYA 講談社BOX
- うみねこのなく頃に散 Episode7 上 ISBN 978-4-06-283885-6 2015年6月3日 初版発行
- うみねこのなく頃に散 Episode7 下 ISBN 978-4-06-283901-3 2018年9月2日 初版発行